# Assur-nadin-akhkhe II
Assur-nadin-akhkhe II, rey asirio (1401 a. C. - 1391 a. C.) del llamado Imperio Medio.
Hijo y sucesor de Assur-rim-nisheshu, con su reinado comienza a despertar de nuevo la potencia asiria. Aprovechó los disturbios que se produjeron en el reino de Mitanni a la muerte de su rey Shuttarna II para establecer relaciones comerciales con Amenofis III, el faraón egipcio. También estableció un acuerdo fronterizo con el rey de Babilonia, Karaindash.
Le sucedió en el trono asirio su hermano Eriba-Adad I.
| Predecesor: Assur-rim-nisheshu | Rey de Asiria 1401-1391 a. C. | Sucesor: Eriba-Adad I |